# Измирспор (станция метро)
Измирспор (İzmirspor)- станция метро на линии  Фахретдин Алтай - Эвка 3  Измирского метрополитена в махалле Хатай, ильче Конак .  Станция получила свое название от Клуба Измирспор, расположенного в соседнем районе Бахчелиэвлер. Расположен под проспектом Иненю,  состоит из двух боковых платформ, обслуживающих два пути. Пересадка к автобусу ESHOT доступна на уровне улицы.

## История
В 2005 году были начаты работы на линии Учюл-Фахретдин Алтай с 6 станциями по оси восток-запад. Тендеры, выигранные подрядным организациям в результате возникших технических проблем, были отменены. Затем столичный муниципалитет Измира приступил к завершению линии со своими собственными объектами. Станции Измирспор и Хатай были введены в эксплуатацию 29 декабря 2012 года, станции Гезтепе 25 марта 2014 года и станции Полигон и Фахреттин Алтай 27 июля 2014 года. Измирспор была открыта 29 декабря 2012 года вместе со станцией Хатай, идущих к западу от линии. Открытие ознаменовало частичное завершение долгожданного продления метро до станции Фахретдин Алтай, которая была полностью открыта 27 июля 2014 года.